# شونتا شیمورا
شونتا شیمورا (انگلیسی: Shunta Shimura؛ زادهٔ ۲۶ آوریل ۱۹۹۷) بازیکن فوتبال اهل ژاپن است.